# Présidence du gouvernement (Espagne)
Pour les articles homonymes, voir Présidence du gouvernement.
La présidence du gouvernement (en espagnol : Presidencia del Gobierno) est l'administration qui rassemble l'ensemble des services du président du gouvernement en Espagne.

## Missions

### Cabinet de la présidence
Le cabinet (Gabinete de la Presidencia del Gobierno) est l'organe d'assistance politique et technique du président du gouvernement. Il lui revient de fournir au président l'information politique et technique dont il a besoin pour l'exercice de ses fonctions ; le conseiller dans les affaires et domaines que celui-ci requiert ; de connaître les programmes, plans et activités des différents ministères, afin de faciliter la coordination de l'action gouvernementale ; l'assister dans les affaires liées à la politique nationale, internationale et économique ; le conseiller en matière de sécurité nationale.

### Secrétariat général
Le secrétariat général (Secretaría General de la Presidencia del Gobierno), sous l'autorité du directeur de cabinet, organise et sécurise les activités du président sur le territoire national et dans ses déplacements extérieurs ; coordonne ses activités d'appui et de protocole dans ses relations avec les autres pouvoirs de l'État ; appuie et conseille les différents organes de la présidence en matière technique, et les assiste dans les domaines de l'administration économique, du personnel, du maintien et de la conservation, des moyens informatiques et des communications ; coordonne les programmes et les dispositifs logistiques pour les voyages à l'étranger des autorités du gouvernement espagnol ; supervise le système opérationnel de santé de la présidence ; et planifie et suit l'activité du gouvernement.

### Organisation

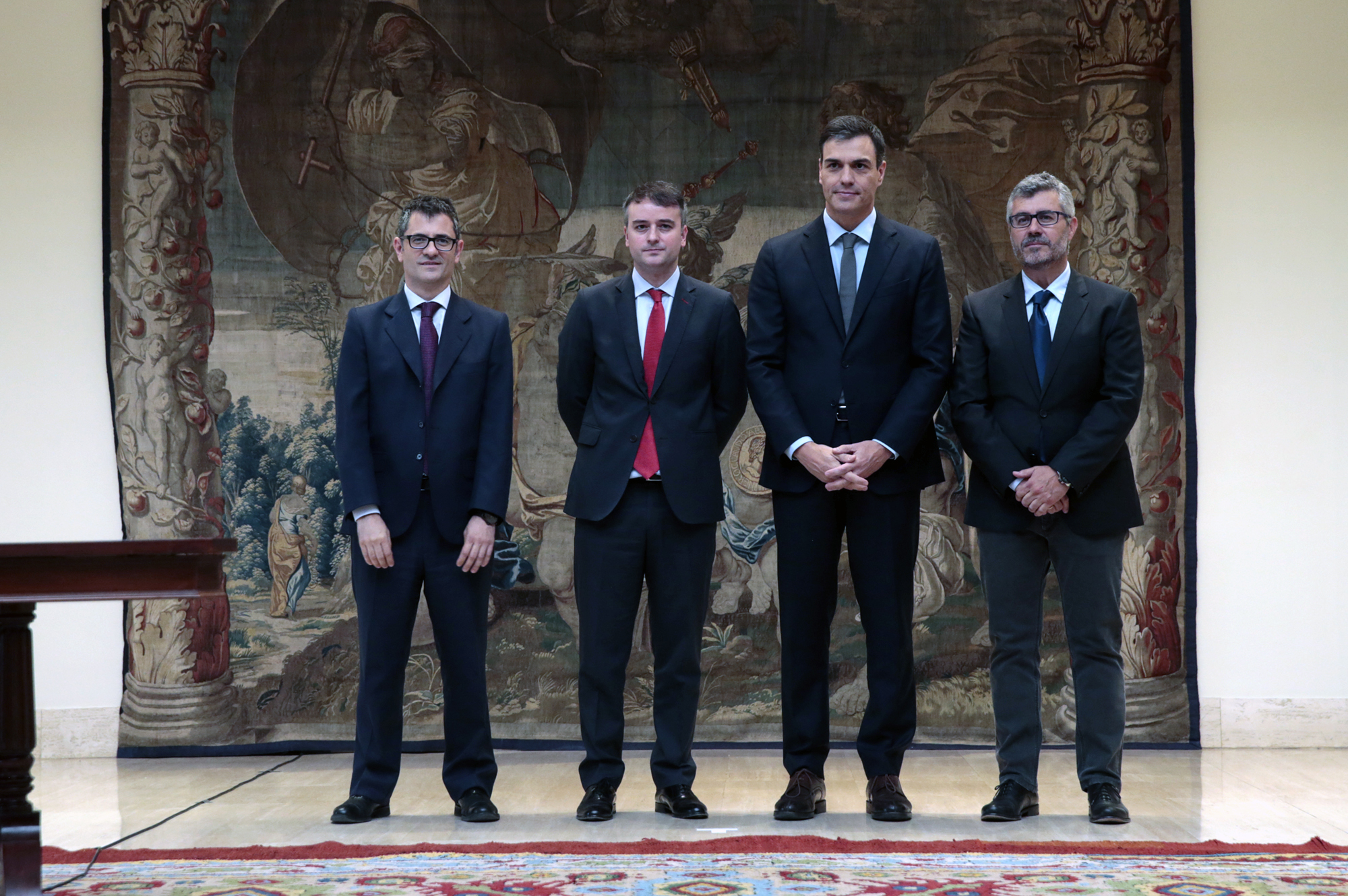
Le président du gouvernement Pedro Sánchez aux côtés du secrétaire général, de son directeur de cabinet et du secrétaire d'État à la Communication en juin 2018.

La présidence du gouvernement s'organise de la façon suivante :
- président du gouvernement
  - cabinet du président du gouvernement
    - direction adjointe du cabinet de la présidence du gouvernement
      - département de la Sécurité nationale
      - département de la Prospective stratégique et du Conseil scientifique
      - département des Affaires culturelles
      - département des Discours

    - secrétariat général de la présidence du gouvernement
      - département de la Coordination technique et juridique
      - département du Protocole
      - département de la Sécurité

    - secrétariat général de la Politique nationale
      - département des Politiques publiques
      - département de l'Analyse territoriale
      - département de l'Innovation politique et sociale
      - département de la Coordination politique

    - secrétariat général des Affaires extérieures
    - secrétariat général des Relations institutionnelles et de la Citoyenneté
    - département des Affaires européennes

  - bureau des Affaires économiques et du G20
  - secrétariat d'État à la Communication
    -       - département de l'Information nationale
      - département de l'Information internationale
      - département de l'Information autonomique
      - département numérique
      - département de la Coordination de l'information
      - département de la Communication institutionnelle.

## Directeurs de cabinet
| Titulaire             | Dates      | Dates       | Président                    |
| --------------------- | ---------- | ----------- | ---------------------------- |
| Alberto Aza           | 16/05/1977 | 07/03/1981  | Adolfo Suárez                |
| Eugenio Galdón        | 07/03/1981 | 16/12/1982  | Leopoldo Calvo-Sotelo        |
| Roberto Dorado        | 16/12/1982 | 31/07/1993  | Felipe González              |
| Antonio Zabalza Martí | 31/07/1993 | 31/07/1995  | Felipe González              |
| José Enrique Serrano  | 31/07/1995 | 08/05/1996  | Felipe González              |
| Carlos Aragonés       | 08/05/1996 | 20/04/2004  | José María Aznar             |
| José Enrique Serrano  | 20/04/2004 | 24/12/2011  | José Luis Rodríguez Zapatero |
| Jorge Moragas         | 24/12/2011 | 22/12/2017  | Mariano Rajoy                |
| José Luis Ayllón      | 27/01/2018 | 09/06/2018  | Mariano Rajoy                |
| Iván Redondo          | 09/06/2018 | 14/07/2021  | Pedro Sánchez                |
| Óscar López           | 14/07/2021 | 06/09/2024  | Pedro Sánchez                |
| Diego Rubio           | 11/09/2024 | en fonction | Pedro Sánchez                |

## Directeurs adjoints de cabinet
| Titulaire                    | Dates      | Dates       | Président                    |
| ---------------------------- | ---------- | ----------- | ---------------------------- |
| Sous-directeur de cabinet    |            |             |                              |
| Francisco Fernández Marugán  | 16/12/1982 | 19/04/1984  | Felipe González              |
| Ignacio Varela Díaz          | 16/12/1989 | 14/10/1995  | Felipe González              |
| Miquel Iceta                 | 14/10/1995 | 27/01/1996  | Felipe González              |
| Gabriel Elorriaga Pisarik    | 18/05/1996 | 06/05/2000  | José María Aznar             |
| Alfredo Timermans del Olmo   | 06/05/2000 | 27/07/2002  | José María Aznar             |
| Javier Fernández-Lasquetty   | 27/07/2002 | 31/01/2004  | José María Aznar             |
| Enrique Guerrero Salom       | 20/04/2004 | 29/04/2008  | José Luis Rodríguez Zapatero |
| Directeur adjoint de cabinet |            |             |                              |
| José Miguel Vidal Zapatero   | 29/04/2008 | 24/12/2011  | José Luis Rodríguez Zapatero |
| Alfonso de Senillosa         | 31/12/2011 | 27/01/2018  | Mariano Rajoy                |
| Cristina Ysasi-Ysasmendi     | 27/01/2018 | 09/06/2018  | Mariano Rajoy                |
| Andrea Gavela Llopis         | 27/06/2018 | 15/01/2020  | Pedro Sánchez                |
| Francisco Salazar            | 22/01/2020 | 21/07/2021  | Pedro Sánchez                |
| Llanos Castellanos           | 21/07/2021 | 20/10/2021  | Pedro Sánchez                |
| Antonio Hernando             | 20/10/2021 | 14/06/2023  | Pedro Sánchez                |
| María José Pérez Ruiz        | 14/06/2023 | 23/11/2023  | Pedro Sánchez                |
| Antonio Hernando             | 29/11/2023 | 25/09/2024  | Pedro Sánchez                |
| Ángel Alonso Arroba          | 25/09/2024 | En fonction | Pedro Sánchez                |

## Secrétaires généraux
| Titulaire                | Dates      | Dates       | Président                    |
| ------------------------ | ---------- | ----------- | ---------------------------- |
| José María Espí Martínez | 19/09/1981 | 08/12/1982  | Leopoldo Calvo-Sotelo        |
| Julio Feo                | 08/12/1982 | 30/06/1987  | Felipe González              |
| Rosa Conde               | 21/07/1993 | 08/05/1996  | Felipe González              |
| Javier Zarzalejos        | 08/05/1996 | 20/04/2004  | José María Aznar             |
| Nicolás Martínez-Fresno  | 20/04/2004 | 22/04/2008  | José Luis Rodríguez Zapatero |
| Bernardino León          | 22/04/2008 | 23/07/2011  | José Luis Rodríguez Zapatero |
| Cristina Latorre         | 23/07/2011 | 31/12/2011  | José Luis Rodríguez Zapatero |
| María Rosario Pablos     | 31/12/2011 | 09/06/2018  | Mariano Rajoy                |
| Félix Bolaños            | 09/06/2018 | 12/07/2021  | Pedro Sánchez                |
| Francisco Martín Aguirre | 21/07/2021 | 29/03/2023  | Pedro Sánchez                |
| Judit González Pedraz    | 29/03/2023 | En fonction | Pedro Sánchez                |

## Siège
Le siège de la présidence se trouve dans l'un des bâtiments du complexe de La Moncloa (Complejo de La Moncloa), qui entoure le palais de La Moncloa, où réside le président du gouvernement.